# Linguagem de controle de dados
Linguagem de Controle de Dados, ou do inglês Data Control Language(DCL), é uma linguagem de computador e um subconjunto de SQL, usada para controlar o acesso aos dados em um banco de dados.
Exemplos de comandos DCL incluem:
- GRANT para permitir que usuários especificados realizem tarefas especificadas.
- REVOKE para cancelar permissões previamente concedidas ou negadas.

Os seguintes privilégios podem ser CONCEDIDOS À ou REVOCADOS DE um usuário ou papel:
- CONNECT
- SELECT
- INSERT
- UPDATE
- DELETE
- EXECUTE
- USAGE

Em Oracle, executar um comando DCL emite um commit implícito.
Em PostgreSQL, executar um comando DCL é transacional e pode suportar roll back.